# Pyeong-dong, Gwangju
Pyeong-dong (koreanska: 평동)  är en stadsdel i stadsdistriktet Gwangsan-gu i staden Gwangju i den sydvästra delen av Sydkorea,  270 km söder om huvudstaden Seoul.